# 人掃令
人掃令（ひとばらいれい）は、安土桃山時代の文禄元年（1592年）に関白豊臣秀次の名で出された朝鮮出兵のための法令。人別改めとも。
全国の戸口調査を命じ、一村単位の家数、人数、男女、老若、職業などを明記した書類を作成して提出させたもの。目的は豊臣秀吉の文禄・慶長の役による、朝鮮出兵のための兵力把握や人夫の動員可能数の把握と言われているが、結果として兵農分離の一因ともなった。そのため、兵農分離の一連の流れと朝鮮出兵の流れの両方として評価されている。
史料の吉川家文書には1591年（天正19年）と記されているが、最近の研究においてはこの日付には否定的で翌年の1592年（文禄元年）の誤りではないかとする説が有力である。また、この1591年に豊臣秀吉によって出された身分統制令の中にも人掃令と共通する項目があり、その方針の更なる徹底を図ったのが翌年の人掃令発令の意図とする見方もある。